# مرجان میزی
مرجان میزی (نام علمی: Acropora) نام یک سرده از زیررده شش‌مرجانیان است.